# La Vierge des Chartreux
La Vierge des Chartreux (en italien Madonna del Certosino) est une peinture à la détrempe sur bois (46 × 40,5 cm) datable de 1488-1490, réalisée par Ambrogio Borgognone et conservée à la pinacothèque de Brera à Milan.

## Histoire
On sait peu de choses de ce petit tableau qui provient de la Chartreuse de Pavie où Bergognone a travaillé de 1486 à 1494 où il a probablement décoré une cellule de moine. Le tableau est arrivé à la pinacothèque de Brera en 1891, acheté dans la collection de Carlo Henfrey à Pavie.

## Description et style
La Vierge assise tient de sa main gauche l'Enfant Jésus debout sur ses genoux. Celui-ci bénit d'une main un moine chartreux agenouillé et en prière dont on voit les mains jointes au premier plan, tandis que derrière eux se trouve sainte Catherine de Sienne. L'hypothèse initiale est que le moine soit le commanditaire ou le destinataire des travaux, mais des études approfondies tendent à l'identifier au bienheureux Stefano Marconi, fervent dévot de sainte Catherine et prieur du couvent entre 1411 et 1421,.
La Vierge Marie tient dans sa main droite une rose blanche, symbole de pureté, qui a la même signification que le lys tenu par Catherine. Un livre ouvert est posé sur son genou droit, symbole des Saintes Écritures qui devaient guider la méditation des moines. Le tableau est caractérisé par l'intensité des expressions des personnages et les traits fins du moine.
L'arrière-plan comporte un paysage, typiquement lombard, aux couleurs calmes et légèrement ternes ; on y voit au centre une ville lacustre, avec de petits bateaux et en haut à droite d'autres figures humaines devant la façade d'une église isolée, probablement une référence à la Chartreuse, et à gauche deux cavaliers précédés d'un homme à pied portant une pique.

## Source de traduction
- (it) Cet article est partiellement ou en totalité issu de l’article de Wikipédia en italien intitulé « Madonna del certosino » (voir la liste des auteurs).